# Poggea
Poggea is een geslacht uit de familie Achariaceae. De soorten uit het geslacht komen voor in West-Centraal-Afrika, van Kameroen tot in Angola.

## Soorten
- Poggea alata Gürke
- Poggea gossweileri Exell
- Poggea longepedunculata Bamps